# 하우스 피터 주니어
하우스 피터 주니어(House Peters Jr., 1916년 1월 12일 ~ 2008년 10월 1일)는 미국의 배우, 텔레비전 배우, 영화배우이다..

## 영화
- 리오 콘초스 (1964년)
- 후즈 갓 더 액션? (1962년)
- 페리 메이슨 (1957년)
- 딜론 보안관 (1955년)
- 타겟 어스 (1954년)
- 달려라 래시 (1954년)
- 로스트 플래닛 에어멘 (1951년)
- 전사의 용기 (1951년)
- 지구 최후의 날 (1951년)
- 론 레인저 - 49년 시리즈 (1949년)
- 킹 오브 더 로켓 맨 (1949년)
- 러브 해피 (1949년)
- 배트맨과 로빈 (1949년)
- 플래쉬 고든 (1936년)
- 에이스 드러몬드 (1936년)